# Prix Luc-Durand-Réville
Le prix Luc-Durand-Réville  est un prix littéraire français annuel de l’Académie des sciences d’outre-mer, créé en 2002 et « destiné à récompenser un ouvrage traitant des divers aspects de la colonisation ».
Luc Durand-Réville, né le 12 avril 1904 au Caire, en Égypte, et mort le 26 août 1998 à Paris, était un haut fonctionnaire colonial français.

## Liste des lauréats
- 2003 : Hervé Gourmelon pour Le Chevalier de Kerlérec, 1704-1770 : l’affaire de la Louisiane, un déni de justice sous le règne de Louis XV.
- 2004 : Hubert Bonin pour Un outre-mer bancaire méditerranéen : histoire du Crédit foncier d’Algérie et de Tunisie, 1880-1997.
- 2005 : Marceau Gast (1927-2010) pour Tikatoûtîn : un instituteur chez les Touaregs, itinéraire d’un apprenti ethnologue.
- 2006 : Claude Malon (1946-....) pour Le Havre colonial de 1880 à 1960.
- 2007 : Michel Sardet (1932-....) pour Naturalistes et explorateurs du Service de la santé de la Marine au XIXe siècle.
- 2008 :
  - Bruno Kissoun pour Pointe-à-Pitre : urbanisme et architecture religieuse, publique et militaire XVIIIe – XIXe siècles.
  - Hubert Bonin pour L’esprit économique impérial, 1830-1970 : groupes de pression & réseaux du patronat colonial en France & dans l’Empire.
- 2009 : Blaise Alfred Ngando (1973-....) pour La présence française au Cameroun, 1916-1959 : colonialisme ou mission civilisatrice ?.
- 2010 : Dominique Borne et Benoît Falaize pour Religion et colonisation, XVIe – XXe siècle : Afrique, Amériques, Asie, Océanie.
- 2011 : Li-Chuan Tai pour L’anthropologie française entre sciences coloniales et décolonisation, 1880-1960.
- 2012 : Jacques Weber (1949-.... ; historien) pour Le siècle d’Albion : l’Empire britannique au XIXe siècle, 1815-1914.
- 2013 : Jacques Ducoin (1939-....) pour Bertrand d’Ogeron, 1613-1676 : fondateur de la colonie de Saint-Domingue et gouverneur des flibustiers.
- 2014 : Isabelle Dion (1961-....) pour Vers le lac Tchad : expéditions françaises et résistances africaines, 1890-1900.
- 2015 : Yann Bencivengo (1961-....) pour Nickel : la naissance d’une industrie calédonienne.
- 2016 : Jean-Pierre Chrétien pour Gitega, capitale du Burundi : une ville du Far West en Afrique orientale allemande, 1912-1916.
- 2017 : Olivier Grenouilleau pour La révolution abolitionniste.
- 2018 : non décerné.
- 2019 : David Diop pour Rhétorique nègre au XVIIIe siècle : des récits de voyage à la littérature abolitionniste.
- 2020 : Hélène Braeuener pour Images du canal de Suez : une autre vision de l’Orient.
- 2021 : Philippe Castejón pour Réformer l'empire espagnol au XVIIIe siècle. Le système de gouvernement de José de Gálvez (1765-1787).
- 2022 : Isabell Scheele pour Les relations transimpériales : l’exemple du Togo allemand et du Dahomey français à l’apogée de l’impérialisme européen
- 2023 : Anthony Guyon pour Les tirailleurs sénégalais : de l’indigène au soldat, de 1857 à nos jours
- 2024 : Christophe Sand pour Hécatombe océanienne : histoire de la dépopulation du Pacifique et ses conséquences (XVIe-XXe siècle)